# Зайчик, Роберт
Роберт Зайчик (нем. Robert Saitschick, при рождении Рувим Маркович Зайчик; 24 апреля 1868, Мстиславль Могилёвской губернии, ныне Белоруссия — 29 января 1965, Хорген, Швейцария) — швейцарский историк литературы, философ, писатель и художественный критик.

## Биография
Родился в Мстиславле в еврейской купеческой семье. Учился в гимназии родного города, затем до 8 класса в 5-й варшавской гимназии. В 1887 году привлечён к дознанию по поводу распространения стихов революционного содержания, по выданному 30 декабря того же года паспорту уехал в Вену, где изучал литературу. В Бернском университете получил докторскую степень в 1889 году и занял должность приват-доцента. В 1894 профессор современной литературы Университета Невшателя. Получил гражданство в Швейцарии в 1899. В 1895 профессор современной, в особенности русской и славянской литератур в Швейцарской конфедеративной Высшей технической школе в Цюрихе. В период с 1914 по 1925 был профессором Кёльнского университета.
Ему принадлежат «Очерк по истории эмансипации евреев в Австро-Венгрии» («Восход», 1892, 9—12, на основе его же диссертации 1889 года) и некоторые другие труды по истории евреев на русском языке, а также вышедшие отдельными изданиями на немецком языке.
Племянник — израильский шахматист Моше Черняк.

### Произведения
- «Beiträge zur Geschichte der rechtlichen Stellung der Juden namentlich im Gebiet des heutigen Oesterreich-Ungarn» (1890);
- «Die Weltanschauung Dostojewskis und Tolstoi’s». Meuwied, 1893;
- «Meister der schweizen Dichtung des 19. Jahrhunderts». Frauenfeld, 1894;
- «Deutsche Skeptiker» (1906);
- «Goethes Charakter» (1898);
- «Französische Skeptiker» (1906);
- «Menschen u. Kunst der italienischen Renaissance» (1903);
- «Quid est veritas» (1907);
- «Der Mensch und sein Ziel» (1914);
- "Von der innern Not unseres Zeitalters.Ein Ausblick auf Fausts künftigen Weg " (1917);
- «Schicksal und Erlösung» (1927);
- «Schöpfer höchster Lebenswerte» (1945);
- «Der Staat und was mehr ist als er» (1946);
- «Bismarck und das Schicksal des deutschen Volkes.Zur Psychologie und Geschichte der deutschen Frage» (1949).

## На русском языке
- Люди и искусство итальянского возрождения. Перевод с нем. Е. Геретфельд. СПб: Издательство В. Березовский, 1906.